# Périers-en-Auge
Périers-en-Auge – miejscowość i gmina we Francji, w regionie Normandia, w departamencie Calvados.
Według danych na rok 1990 gminę zamieszkiwało 114 osób, a gęstość zaludnienia wynosiła 22 osoby/km² (wśród 1815 gmin Dolnej Normandii Périers-en-Auge plasuje się na 772. miejscu pod względem liczby ludności, natomiast pod względem powierzchni na miejscu 871.).